# Krzysztof Kąkolewski

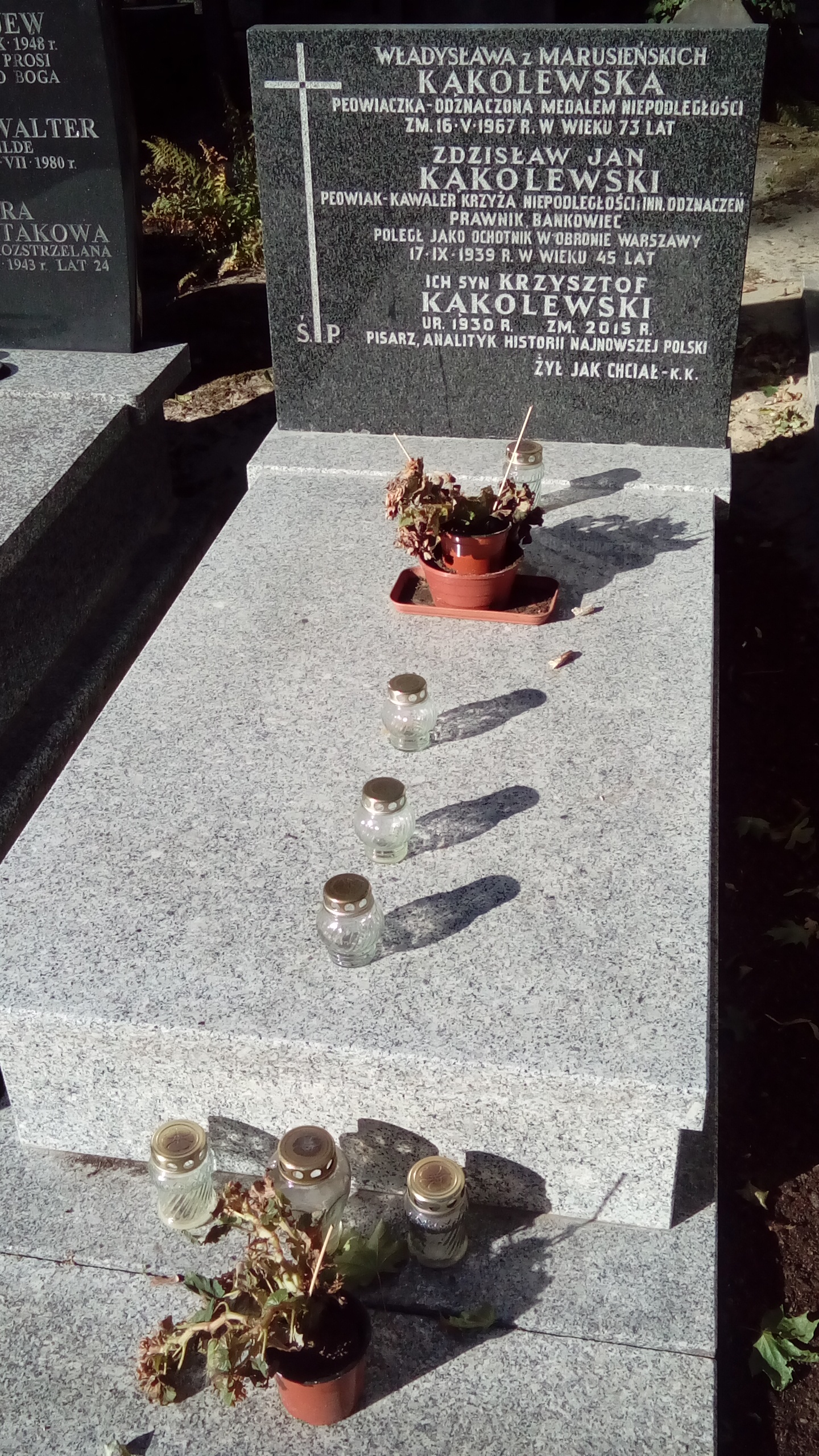
Grób pisarza Krzysztofa Kąkolewskiego na Cmentarzu Wojskowym na Powązkach w Warszawie

Krzysztof Kąkolewski (ur. 16 marca 1930 w Warszawie, zm. 24 maja 2015 tamże) – polski dziennikarz, publicysta, pisarz oraz scenarzysta, autor scenariuszy filmowych, opowiadań i powieści.

## Życiorys
Zadebiutował w wieku 16 lat opowiadaniem szkolnym. W wieku 19 lat rozpoczął pracę w redakcji „Pokolenia”. Potem kolejno w „Sztandarze Młodych”, „Głosie Pracy” (jeden dzień), „Kurierze Polskim”, członek redakcji tygodnika „Świat”, „Kultury” (warszawskiej), „Literatury”. W 1954 ukończył studia na Wydziale Dziennikarskim Uniwersytetu Warszawskiego, potem studiował także dziennikarstwo na Uniwersytecie w Strasburgu (1961). W latach 1964–2004 był wykładowcą na Wydziale Dziennikarstwa i Nauk Politycznych Uniwersytetu Warszawskiego. Jego najbardziej znane dzieła to wywiad rzeka z Melchiorem Wańkowiczem Wańkowicz krzepi (1973), Co u pana słychać? (1975), rozmowy ze zbrodniarzami hitlerowskimi, oraz Jak umierają nieśmiertelni (1972), sprawa głośnego morderstwa w willi Romana Polańskiego w Los Angeles, kiedy to banda Charlesa Mansona zamordowała m.in. Sharon Tate, żonę Polańskiego, która była w 9. miesiącu ciąży. Został pochowany na Cmentarzu Komunalnym na Powązkach (kwatera A8-6-5).

## Odznaczenia
- 1955: Nagroda im. Juliana Bruna (dla młodych dziennikarzy, przyznawana przez Stowarzyszenie Dziennikarzy Polskich)
- 1974: Krzyż Kawalerski Orderu Odrodzenia Polski
- 1979: Nagroda im. Ksawerego Pruszyńskiego (przyznawana przez Klub Reportażu Stowarzyszenia Dziennikarzy Polskich)
- 1981: Nagroda Ministra Kultury i Sztuki II stopnia
- 1981: Medal Głównej Komisji Badania Zbrodni Hitlerowskich w Polsce
- 2004: Medal "Zło Dobrem Zwyciężaj" (przyznawany przez Ogólnopolski Komitet Pamięci ks. Jerzego Popiełuszki)
- 2008: Laur Dziennikarski (przyznawany przez Stowarzyszenie Dziennikarzy Polskich)

## Twórczość (wybór)
- powieści
  - Zbrodniarz, który ukradł zbrodnię (kryminał), Iskry, Warszawa 1969, wznowienie w 2000, Wyd. Von Borowiecky
  - W złą godzinę, 1983, Kraków, Wyd. Literackie, ISBN 83-08-00594-2
  - Sygnet z Jastrzębcem, 1988, Warszawa, Książka i Wiedza, ISBN 83-05-11726-X
  - Paradis, 1989, Kraków, Wyd. Literackie, ISBN 83-08-02079-8
  - Notatka, 1982, Warszawa, Wyd. Książka i Wiedza, ISBN 83-05-11062-1
  - Mięso papugi, Warszawa, Wyd. Von Borowiecky, 1997
- opowiadania
  - Sześciu niewidzialnych, 1960
  - Uderzenie, Biuro Wydawnicze Ruch, Warszawa 1971
  - Baśnie udokumentowane, 1976, Warszawa, Wyd. Iskry
  - Na sto czterdziestym kilometrze w lewo, Wydawnictwo Literackie, Kraków, 1978
  - Lato bez wakacji, 1986
  - Szukanie Beegera, (Opowiadania gojowskie), Słowo, Warszawa,  1993
  - Najpiękniejsze i najskromniejsze, Wyd. Von Borowiecky, Warszawa 2000
- zbiory reportaży
  - Książę oszustów, Iskry, Warszawa 1959
  - Zbawiciel świata porwany, Iskry, Warszawa 1960
  - Sześciu niewidzialnych, MON, Warszawa 1960
  - Trzy złote za słowo, Iskry, Warszawa 1964
  - Umarli jeżdżą bez biletu, Iskry, Warszawa 1965
  - Ku początkowi świata, Iskry, Warszawa 1966
  - Dwadzieścia dwie historie, które napisało życie, Iskry, Warszawa 1967
  - Jak umierają nieśmiertelni, Iskry, Warszawa 1972
  - Wańkowicz krzepi, Czytelnik, Warszawa 1973
  - Co u pana słychać?, 1975, Warszawa, Wyd. Czytelnik (wywiady ze zbrodniarzami hitlerowskimi)
  - Baśnie udokumentowane, Iskry, Warszawa 1976
  - Biała księga. Sprawa Dolezalka, Czytelnik, Warszawa 1981
  - Dziennik tematów cz. 1, Iskry, Warszawa 1984,
  - Dziennik tematów cz. 2, Iskry, Warszawa 1985
  - Węzły wojny, 2010, Wydawnictwo Zysk i S-ka
- szkice
  - Wydanie świętego Maksymiliana w ręce oprawców, Polonia, Warszawa 1989
- dziennikarstwo śledcze
  - Diament odnaleziony w popiele, 1995, Warszawa, Wyd. Trio; wznowienie w 2006, wyd. Von Borowiecky
  - Umarły cmentarz, Wyd. Von Borowiecky, Warszawa 1996, (o kulisach pogromu kieleckiego)
  - Ksiądz Jerzy w rękach oprawców, Wyd. Von Borowiecky, Warszawa 2004
  - Ukradli im czterysta lat, Wyd. Von Borowiecky, Warszawa 2004 (reportaż ukazujący powstawanie partyjnej mafii w Suchedniowie)
  - Generałowie giną w czasie pokoju t. I-III, 2004-2006, Warszawa, Wyd. von Borowiecky, ISBN 83-87689-29-7 (o niewyjaśnionych tajemniczych morderstwach politycznych w III Rzeczypospolitej)

Miniatury:
- Sądy i sondy, cz.1 - 1985; cz. 2 - 1991
- Aforyzmy zebrane, Miniatura, Kraków 2004
- wybrane artykuły
  - Wokół estetyki faktu w: Studia Estetyczne, t. II, 1965
  - Bez Quislingów, Petainów, ale z Jaruzelskim „Arka” 1992 nr 42, s. 134-149
  - Ciszej nad tą zbrodnią „Po prostu” 1990 8 10
  - Kontrolować wolna prasę? „Tygodnik Solidarność” 1994 nr 41, s. 9
  - [List do redakcji] „Po prostu” 1990 26 4
  - Nie-poznanie jako źródło zła „Ethos” 1992 nr 1, s. 35-48
  - Pierwsze samospalenie „Kwartalnik Filmowy” 1993 nr 1, s. 60-62
  - Postkomunizm – próba określenia  „Arka” 1993 nr 46, s. 67-83
  - [Wypowiedź] „Przegląd Tygodniowy” 1992 nr 12, s. 9
  - [Wypowiedź] „Suplement” 1992 nr 17, s. 13
  - [Wypowiedź]  „Fronda” 1994 nr 1, s. 70-71
  - [List do Redakcji], „Plus Minus” 1994 nr 6, s. 12
  - Chworościany wieś spokojna, „Sztandar Młodych”, 1955, nr 279.